# حبور (عمران)

تعديل مصدري - تعديل

حبور هي مدينة ومركز مديرية ظليمة حبور بمحافظة عمران اليمنية، بلغ تعداد سكانها 3030 نسمة حسب الإحصاء الذي أجري عام 2004.